# Xylographa pruinodisca
Xylographa pruinodisca är en lavart som beskrevs av B. D. Ryan & T. H. Nash. Xylographa pruinodisca ingår i släktet Xylographa och familjen Trapeliaceae.   Inga underarter finns listade i Catalogue of Life.